# 帕蒂·斯托曾巴赫
帕蒂·斯托曾巴赫（荷蘭語：Patty Stolzenbach，1989年11月13日—），荷蘭女子羽毛球運動員。

## 簡歷
2012年，帕蒂·斯托曾巴赫參加荷蘭羽毛球大獎賽，打進女子單打四強。

## 主要比賽成績
只列出曾進入準決賽的國際賽事成績：
| 年份   | 賽事                       | 公開賽級別 | 項目     | 搭檔         | 成績   |
| ------ | -------------------------- | ---------- | -------- | ------------ | ------ |
| 2007年 | 歐洲青年羽毛球錦標賽       | 其他       | 混合團體 | －           | 亞軍   |
| 2007年 | 歐洲青年羽毛球錦標賽       | 其他       | 女子單打 | －           | 準決賽 |
| 2008年 | 義大利羽毛球國際賽         | 國際挑戰賽 | 女子雙打 | Yik-Man Wong | 準決賽 |
| 2010年 | 捷克羽毛球國際賽           | 國際挑戰賽 | 女子單打 | －           | 準決賽 |
| 2010年 | 匈牙利羽毛球國際賽         | 國際系列賽 | 女子單打 | －           | 準決賽 |
| 2011年 | 荷蘭羽毛球國際賽           | 國際挑戰賽 | 女子單打 | －           | 準決賽 |
| 2011年 | 斯洛伐克羽毛球公開賽       | 國際系列賽 | 女子單打 | －           | 亞軍   |
| 2012年 | 克羅地亞羽毛球國際賽       | 國際系列賽 | 女子單打 | －           | 準決賽 |
| 2012年 | 荷蘭羽毛球大獎賽           | 大獎賽     | 女子單打 | －           | 準決賽 |
| 2012年 | 蘇利南羽毛球國際賽         | 國際系列賽 | 女子單打 | －           | 冠軍   |
| 2013年 | 瑞典斯德哥爾摩羽毛球國際賽 | 國際挑戰賽 | 女子單打 | －           | 準決賽 |

| 2007-2017年 | 首要超級賽 | 超級賽 | 黃金大獎賽 | 大獎賽 | 國際挑戰賽 | 國際系列賽 | 未來系列賽 | 其他 |